# Alkibiad
Alkibiad, atenski vojskovodja in državnik, * 450 pr. n. št., Atene, † 404 pr. n. št., Mala Azija.
Alkibiad je bil Periklejev naslednik. Kot odličen govornik in demagog je postal vodja demokratske stranke; leta 419 pr. n. št. so ga izvolili za stratega.
Uspelo mu je pregovoriti Atence, da so leta 415 pr. n. št. začeli drugo peloponeško vojno s Šparto, toda Atene so izgubile vojno.
Alkibiad se je sprl z Atenci in pobegnil v Šparto, ki ji je pomagal do več zmag nad Atenami in v vojno vključil še Ahemenidsko cesarstvo. 408 pr. n. št. se je pobotal z Atenci in spet postal vojaški poveljnik, a ker ni mogel popraviti slabega položaja, so ga izobčili.
1. ↑  Любкер Ф. Alcibiades // Реальный словарь классических древностей по Любкеру — Sankt Peterburg.: Общество классической филологии и педагогики, 1885. — С. 58-59.